# Rasura

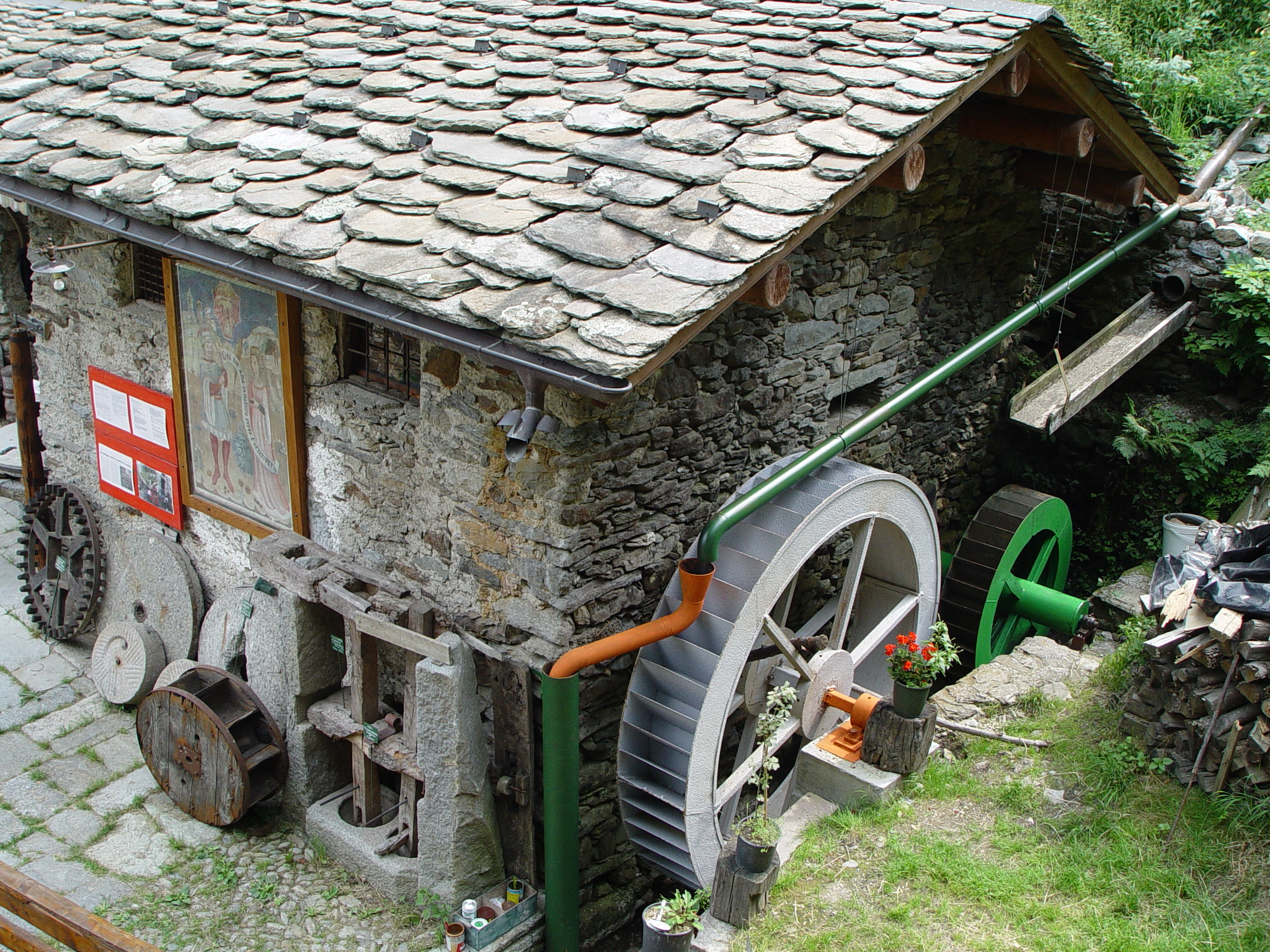
Mühle del Dosso

Rasura ist eine Gemeinde (comune) in der italienischen Provinz Sondrio (Lombardei) im Veltlin.

## Lage und Einwohner
Die Gemeinde liegt rund 25 Kilometer westsüdwestlich von der Provinzhauptstadt Sondrio. Rasura ist ein Bergdorf im Valle del Bitto di Gerola (Orobie Valtellina) auf 880 m ü. M. Der mittlere und obere Teil des Gemeindegebietes befindet sich im Regionalpark des Orobie Valtellinesi, wo die alpine Umgebung vorherrscht. Das Dorf liegt am Hang der Cima Rosetta (2140 m ü. M.) und hat 287 Einwohner (Stand 31. Dezember 2023). Im Norden, vom gesamten Gemeindegebiet aus hat man einen Blick auf die Rhätischen Alpen und insbesondere auf die Masino/Disgrazia Gruppe und die Gletscher des Val di Mello und Preda Rossa und Monte Disgrazia (3678 m ü. M.)
Die Nachbargemeinden sind Bema, Cosio Valtellino, Pedesina und Rogolo.

## Sehenswürdigkeiten
- Museo etnografico Vanseraf im Mulino del Dosso.
- Museo etnografico Ines Montini.
- Museo della montagna.

## Handwerkskunst
Die lokale Handwerkskunst konzentriert sich auf die Herstellung des typischen Teppichbodens, der pezzotto valtellinese, der sich durch eine große Lebendigkeit und Vielfalt an Farben auszeichnet, sowie durch wertvolle geometrische Zeichnungen.